# Junco fosc
El junco fosc (Junco hyemalis) és un ocell de la família dels passerèl·lids (Passerellidae) que habita boscos, pantans i arbusts d'Alaska, Canadà i l'est i l'oest dels Estats Units. Les poblacions septentrionals passen l'hivern més al sud, arribant fins al nord de Mèxic. La seva sistemàtica encara no està completament resolta.

## Descripció
Els adults de junco fosc generalment tenen el cap, el coll i els pits grisos, l'esquena i les ales grises o marrons i el ventre blanc, però mostren una quantitat confusa de variacions en els detalls del plomatge. Les plomes blanques exteriors de la cua “parpellegen” de manera distintiva en vol i mentre salten a terra. El bec sol ser de color rosa pàl·lid.
Els mascles tendeixen a tenir marques més fosques i conspícues que les femelles. El junco fosc fa de 13 a 17,5 cm de llarg i té una envergadura de 18 a 25 cm. La massa corporal pot variar entre 18 i 30 g. Entre les mesures estàndard, la corda màxima és de 6,6 a 9,3 cm, la cua és de 6,1 a 7,3 cm, el bec és de 0,9 a 1,3 cm i el tars és 1,9 a 2,3 cm. Els juvenils solen tenir ratlles pàl·lides a la part inferior i fins i tot es poden confondre amb un sit vespertí (Pooecetes gramineus) fins que adquireixen plomatge adult als dos o tres mesos, però el cap de les cries de junco fosc generalment ja és del color d'adult i bastant uniforme. El bec encara té les típiques vores groguenques conspícues a la boca, restes de les carns que orienten els pares quan alimenten els cries.
El cant és un trinat semblant al del sit cellablanc (Spizella passerina), excepte que el cant del junco fosc és més complex, semblant al del junco ullgroc (Junco phaeonotus). El reclam també s'assembla a la de la bosquerola blava (Setophaga caerulescens), que és un membre de la família dels Parúlids. El crit inclou sons com «tick» o «chip» molt aguts.

## Distribució i hàbitat
L'hàbitat de reproducció del junco fosc és les zones forestals de coníferes o mixtes a tota Amèrica del Nord. En altres condicions òptimes, també utilitza altres hàbitats, però al marge sud de la seva distribució només pot persistir al seu hàbitat favorit. Els individus del nord migren més al sud, arribant als seus quarters d'hivern entre mitjans de setembre i novembre i marxant a partir de mitjans de mar per reproduir-se, no quedant-ne pràcticament cap aproximadament a finals d'abril. Moltes poblacions són residents permanents o migrants altitudinals, mentre que els anys freds poden optar per romandre a la zona d'hivern i reproduir-s'hi. Per exemple, a les muntanyes de Sierra Nevada de l'est de Califòrnia, les poblacions de J. hyemalis migraran cap a les zones d'hivern entre 1.500-2.100 msnm més baixes que la distribució estival. Les femelles simpàtriques estacionalment mostren una diferència en la migració i el temps reproductiu que depèn de la regulació hormonal i dels ovaris. Les femelles migrants J. hyemails experimenten un creixement retardat de la gònada per donar temps a la seva migració estacional. Després migren cap al nord-est dels Estats Units, on la subespècie resident és el junco fosc de Carolina (J. h. carolinensis). Les femelles del junco fosc de Carolina tenen ovaris grossos i, per tant, no experimenten retards en el creixement gonadal perquè són residents a la zona. A l'hivern, els juncos fosc són habituals a les ciutats i rodalia, i en molts llocs són els ocells més comuns a les menjadores. La subespècies J. h. hyemalis és un rar divagant a Europa occidental i pot hivernar amb èxit a Gran Bretanya, generalment als jardins domèstics. També s'ha documentat a Cuba.

### Comportament i ecologia
Aquests ocells s'alimenten a terra. A l'hivern, sovint s'alimenten en grup que poden ser de diferents subespècies. Mengen principalment llavors (morro de canari, fajol, bet blanc, etc.) que representen al voltant del 75% de la dieta durant tot l'any. A les menjadores sembla que prefereixen el mill a les llavors de gira-sol. Durant l'època de reproducció, també mengen insectes com escarabats, arnes, papallones, erugues, formigues, vespes i mosques.

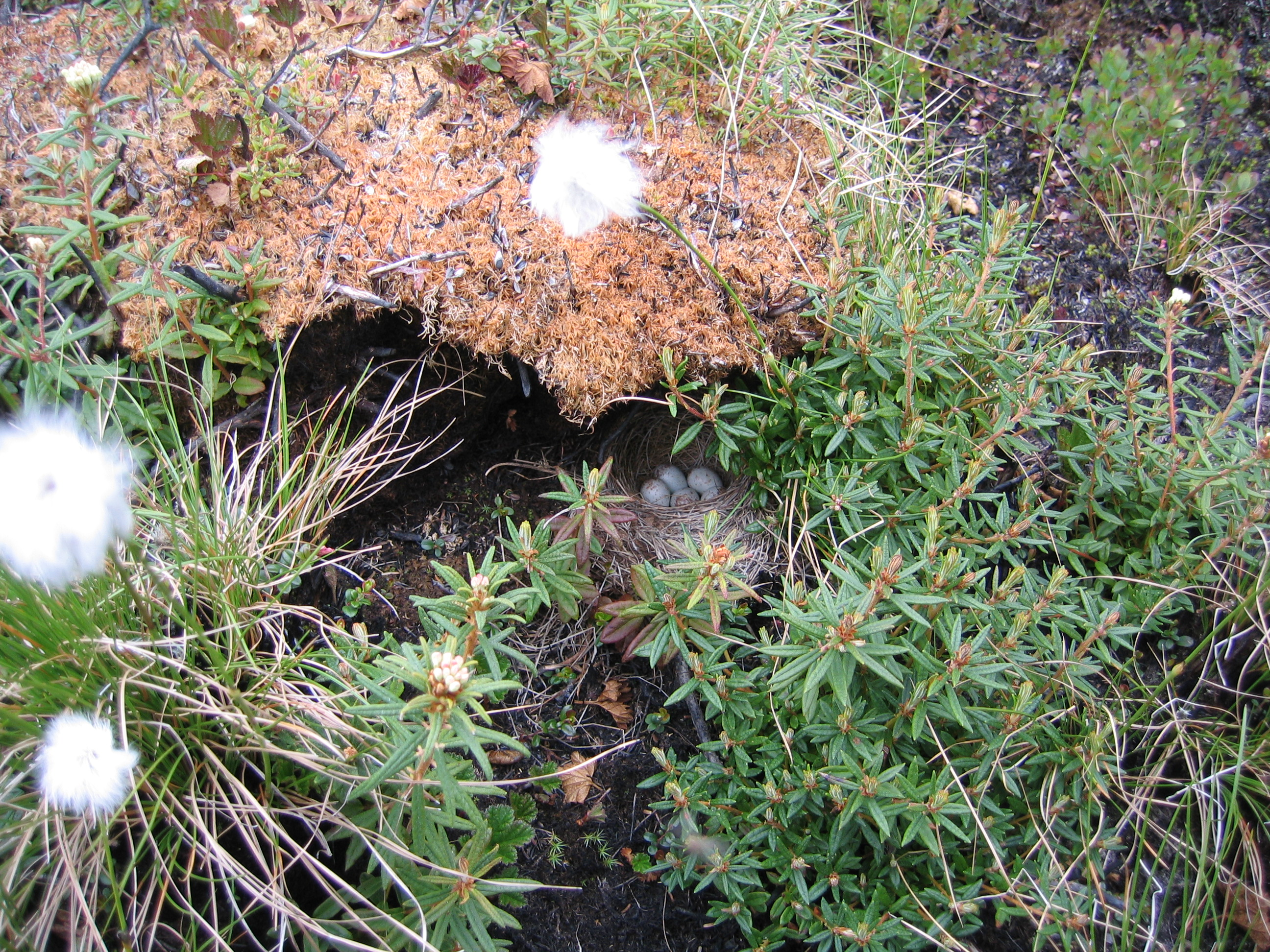
Niu d'un junco fosc (J. hyemalis).

### Cria
El junco fosc sol fer el niu en clots a terra en forma de copa, ben amagada per la vegetació o altres materials, encara que de vegades es troben nius a les branques inferiors d'arbustos o arbres. Els nius tenen un diàmetre exterior d'uns 10 cm i estan folrats d'herbes fines i pèl. Normalment es posen dues niades de quatre ous durant l'època de reproducció. Els ous lleugerament brillants són grisencs o de color blanc blavós pàl·lid i molt tacats amb diversos tons de marró, morat o gris. Les taques es concentren a l'extrem gros de l'ou. Els ous són incubats per la femella durant 12 a 13 dies. Les cries surten del niu entre les 11 i 14 dies després de l'eclosió.

## Taxonomia
Va ser descrit formalment pel naturalista suec Carl Linnaeus en la 10a edició de a la seva obra de referència Systema Naturae de 1758 com a Fringilla hyemalis. La descripció consistia només en l'observació lacònica "Fringilla nigra, ventre albo" (" 'Pinsà' negre amb el ventre blanc") i una declaració que procedia d'Amèrica. Linné va basar la seva descripció en Passer nivalis (pardal de neu) que Mark Catesby havia descrit i il·lustrat l'any 1731 a The Natural History of Carolina, Florida and the Bahama Islands.
El bec d'aquest ocell és blanc: el pit i el ventre blancs. Tota la resta del cos negre; però en alguns llocs és fosc, semblant al color plom. A Virgínia i Carolina apareixen només a l'hivern: i a la neu apareixen més. A l'estiu no se'n veu cap. Si es desplacen i crien al Nord (el que és més probable) o a on vagin, quan marxen d'aquests Països a la primavera, és per a mi desconegut. [cursiva en l'original]
La localitat tipus va ser restringida a Carolina del Sud per l'American Ornithological Society l'any 1931. El junco fosc es troba ara en el gènere Junco que va ser introduït el 1831 pel naturalista alemany Johann Georg Wagler. El nom del gènere prové del llatí «iuncus» que significa "jonc". El nom científic modern significa "jonc d'hivern", de la paraula llatina «hyemalis» "de l'hivern".

### Subespècies
Segons l'autoritat taxonòmica que es consulti, es reconeixen 14 o 15 subespècies. Aquestes subespècies s'agrupen en dos o tres grups grans o politípics i tres o quatre petits o monotípics, tot en funció de l'autoritat. Aquests grups es consideraven anteriorment espècies separades, però es creuen àmpliament a les zones de contacte. Es per això que es recomana als observadors d'ocells que per a identificar les subespècies es consultin referències detallades d'identificació.

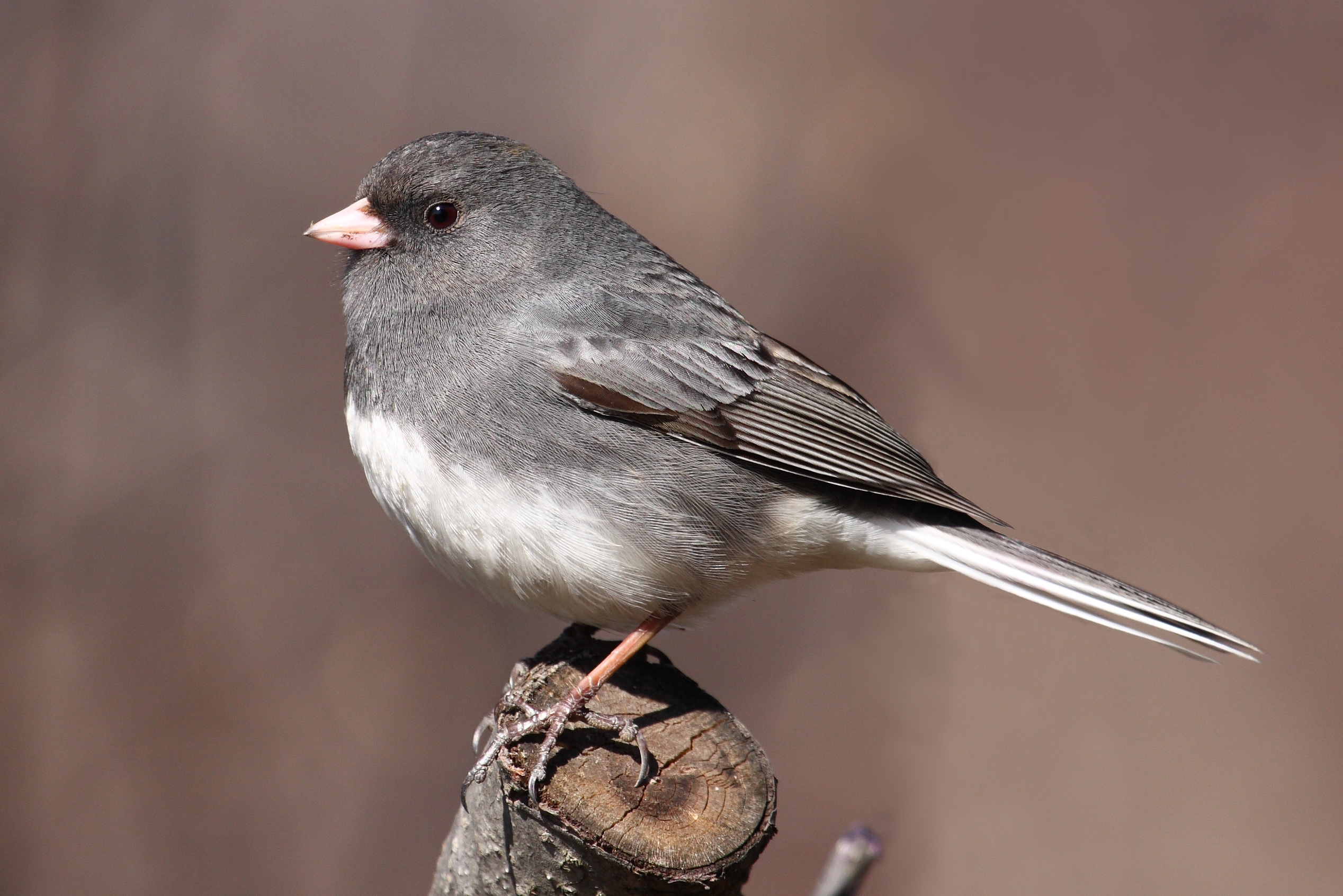
J. h. hyemalis

### Grup de color pissarra
- J. h. hyemalis
- J. h. carolinensis
- J. h. cismontanus (possiblement un híbrid de entre J. h. hyemalis amb J. h. oreganus).

Aquestes subespècies tenen el cap, els pits i les parts superiors de color gris pissarra fosc. Les femelles són de color gris marronós, de vegades amb els flancs de color marró vermellós. Es reprodueixen als boscos boreals nord-americans des d'Alaska fins a Terranova i al sud fins a les muntanyes dels Apalatxes, hivernant a la major part dels Estats Units. Són relativament comuns a tota la seva varietat.

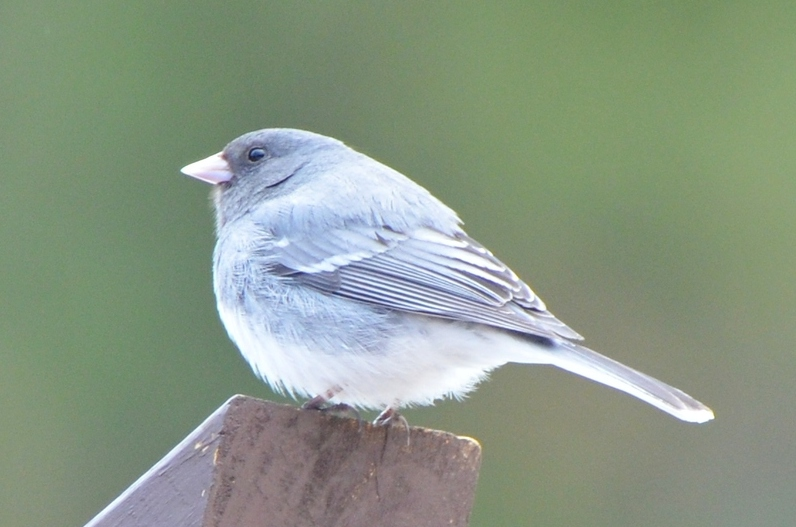
J. h. aikeni

### Grup d'ales blanques
- J. h. aikeni

Aquesta subespècie té el cap, el pit i les parts superiors de color gris mig amb barres blanques a les ales. Les femelles són d'un color marró apagat. Té més blanc a la cua que les altres 14 subespècies. És un reproductor endèmic comú als Black Hills de Dakota del Sud, Wyoming, Nebraska i Montana i hiverna al sud fins al nord-est de Nou Mèxic.

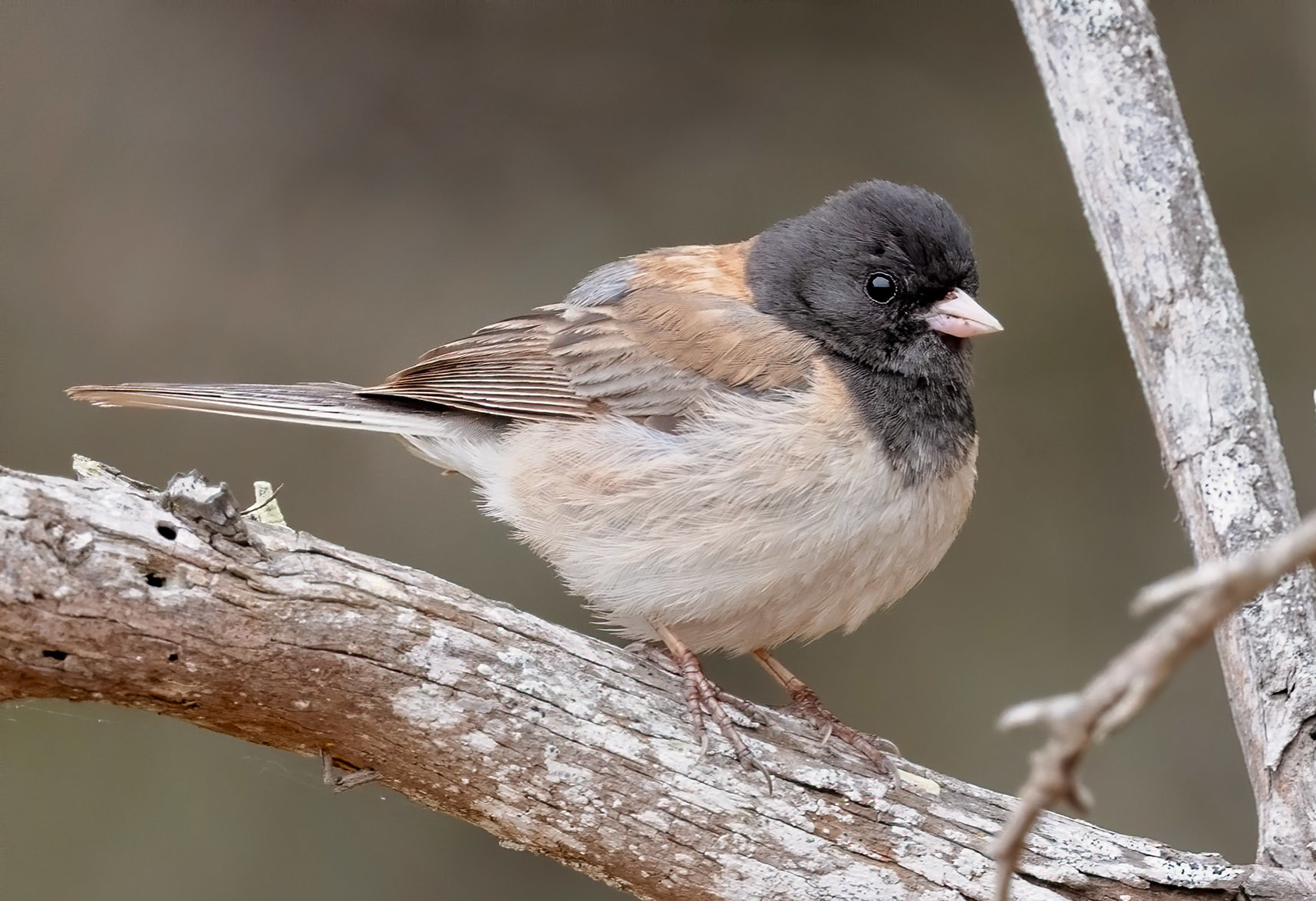
Una de les subespècies del grup d'Oregó

### Grup d'Oregon o grup de dors marró
- J. h. montanus
- J. h. mutabilis
- J. h. oreganus
- J. h. pinosus
- J. h. pontilis
- J. h. shufeldti
- J. h. thurberi
- J. h. townsendi

Aquestes vuit subespècies tenen el cap i el pit de color gris fosc amb el dors i les ales marrons i els flancs vermellosos que tendeixen a un plomatge més apagat i pàl·lid a les zones interiors i meridionals de la seva distribució. Aquest és el grup de subespècies més comú a l'oest, que es reprodueix a la serralada de la costa del Pacífic des del sud-est d'Alaska fins a l'extrem nord de Baixa Califòrnia i hiverna a les Grans Planes i al nord de Sonora.

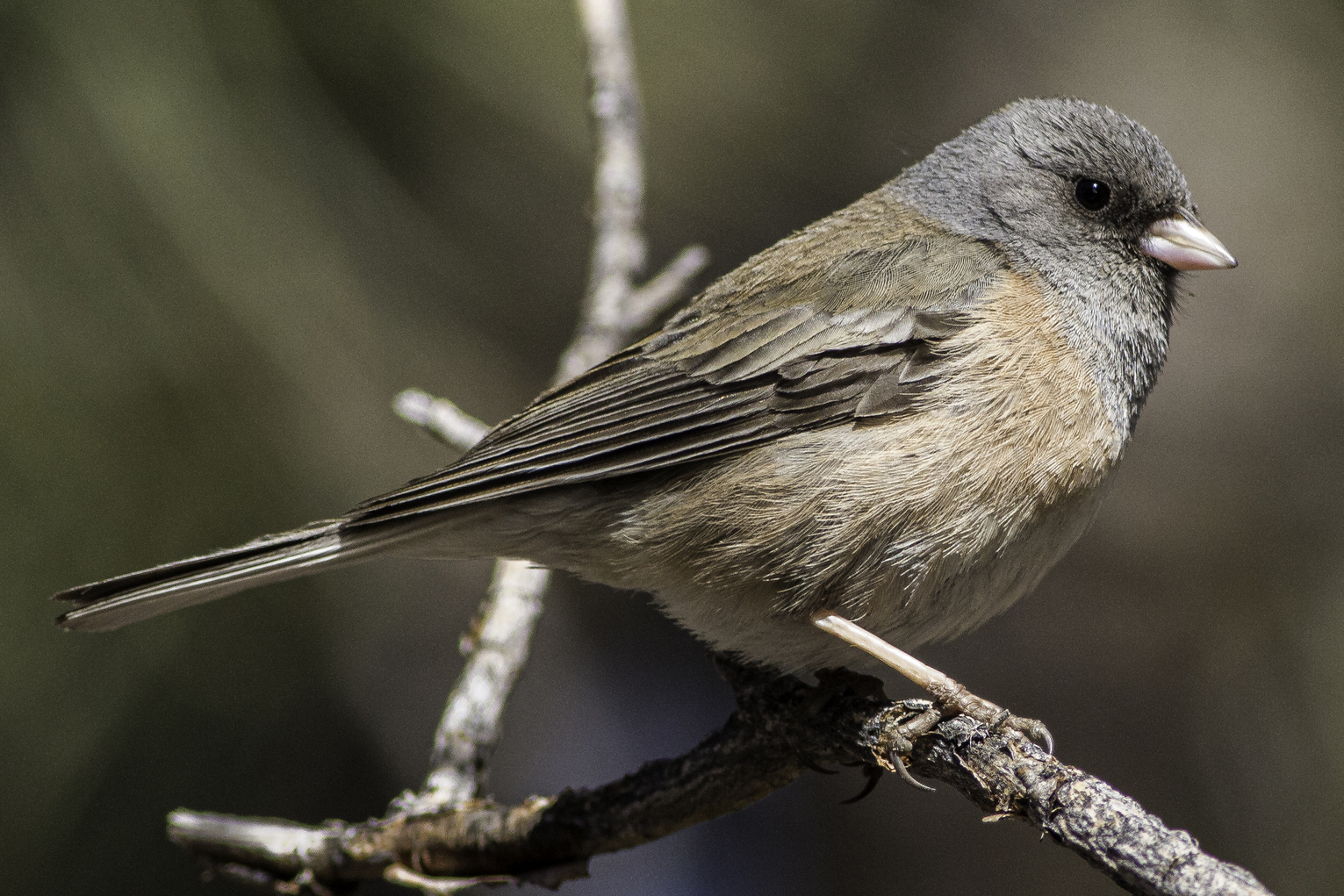
J. h. mearnsi

### Grup de flanc rosat
- J. h. mearnsi

Aquesta subespècie té un cap i un pit de color gris més clar que els d'Oregon amb una brida fosca molt contrastada. L'esquena i les ales són marrons. Té un color rosat-canyella que és més intens i cobreix més els flancs i el pit que en els junco d'Oregon. Es reprodueix al nord de les Muntanyes Rocoses des del sud d'Alberta fins a l'est d'Idaho i l'oest de Wyoming i hiverna al centre d'Idaho i a la veïna Montana i des del sud-oest de Dakota del Sud, al sud de Wyoming i al nord d'Utah fins al nord de Sonora i Chihuahua.

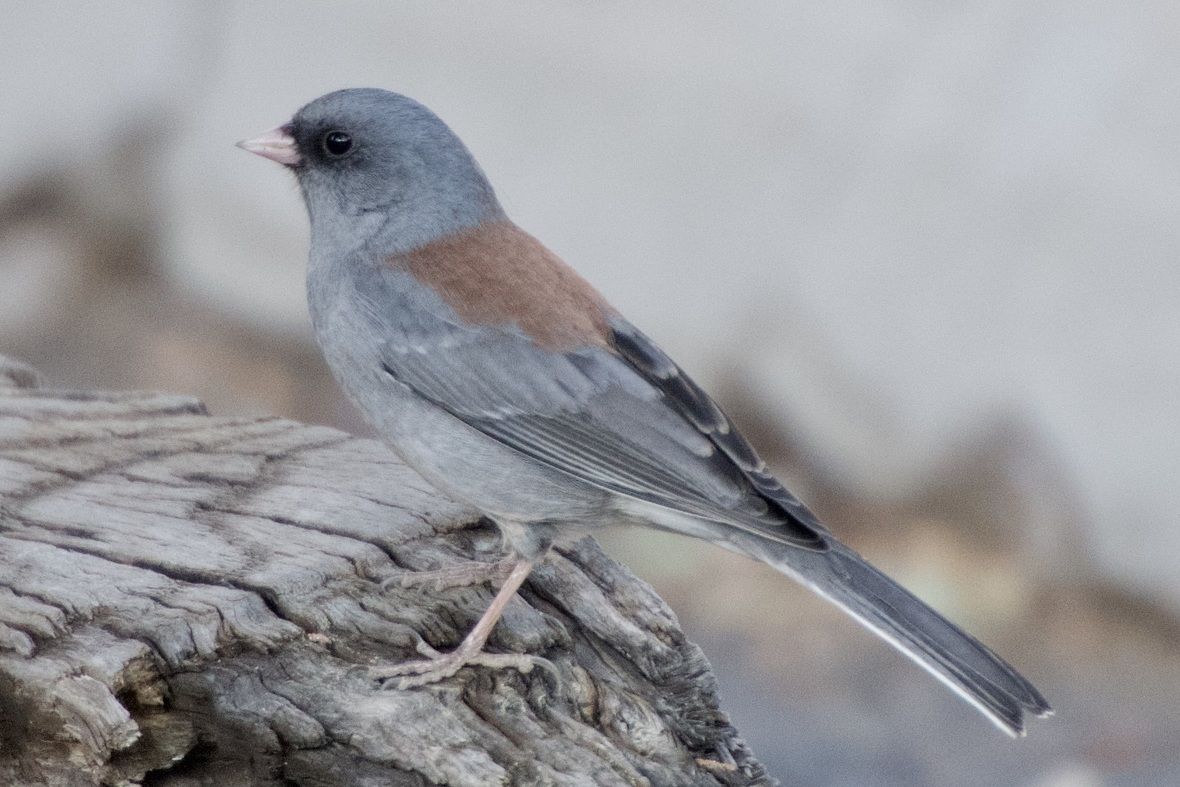
J. h. caniceps

### Grup de cap gris
- J. h. caniceps

Aquesta subespècie és essencialment de color gris clar a la part superior amb l'esquena color rovell. Es reprodueix al sud de les Muntanyes Rocoses des de Colorado fins al centre d'Arizona i Nou Mèxic i hiverna al nord de Mèxic.

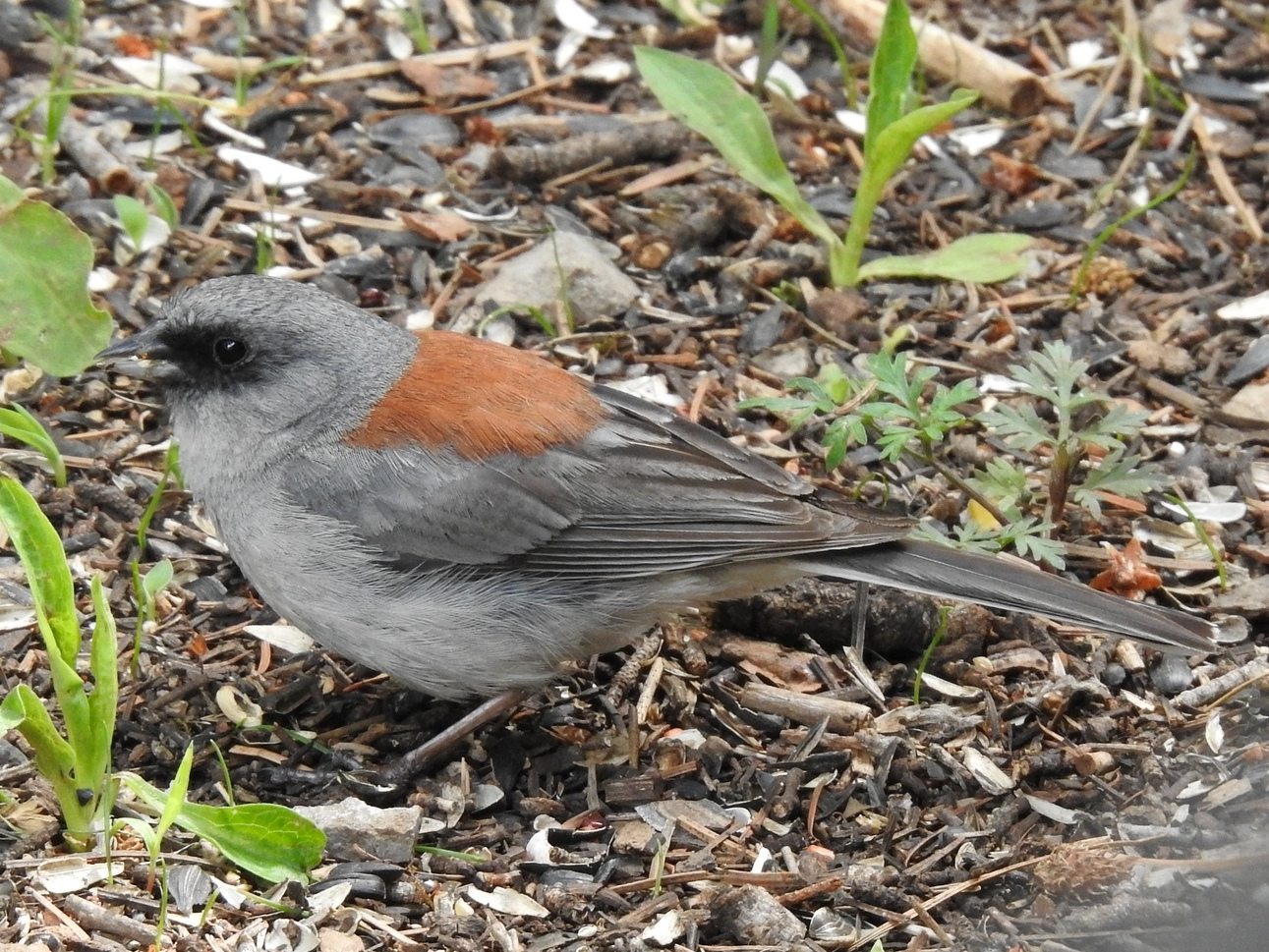
J. h. dorsalis

### Grup de dors vermell
- J. h. dorsalis

Aquesta subespècie es diferencia de J. h. caniceps per tenir un bec més platejat amb una mandíbula superior de color fosc i una mandíbula inferior de color clar. una quantitat variable de color rovell a les ales i parts inferiors pàl·lides. Això el fa semblant al junco ullgroc (Junco phaeonotus), excepte pels ulls foscos. Es troba a les muntanyes del sud d'Arizona i Nou Mèxic. No es solapa amb el junco ullgroc a la seva zona de reproducció.

## Espècies relacionades
L'extremadament rar junco de Guadalupe (Junco insularis) es considerava antigament una subespècie d'aquesta espècie (inclosa en el grup de cap gris o col·locada en un setè grup propi, el grup Guadalupe), però ara es tracta com una espècie independent. espècie per dret propi, potser una de més jove, però sens dubte aquesta població ha evolucionat més ràpidament que les 14 o 15 subespècies del junco fosc del continent a causa de la població de mida petita i l'efecte fundador.